# إفراين سانشيز
إفراين سانشيز (بالإسبانية: Efraín Sánchez)‏ (1926 - 2020)، هو لاعب كرة قدم محترف من كولومبيا، حيث لعب كحارس مرمى وعمل كمدرب لكرة القدم.
توفي يوم 16 يناير 2020 بمدينة بوغوتا.

## روابط خارجية
- إفراين سانشيز على موقع الاتحاد الدولي (مؤرشف)  (الإنجليزية)
- إفراين سانشيز على موقع قاعدة بيانات كرة القدم.إي يو (الإنجليزية)
- إفراين سانشيز على موقع ناشيونال فوتبول تيمز (الإنجليزية)
- إفراين سانشيز على موقع عالم كرة القدم.نت (الإنجليزية)